# Pirmasens
Pirmasens (in tedesco palatino Bärmesens) è una città extracircondariale (targa PS) di 40 054 abitanti della Renania-Palatinato, in Germania.
Pur essendo una città extracircondariale, ospita la sede amministrativa del circondario (Landkreis) del Palatinato sudoccidentale.

## Cultura
Nel parco cittadino di Pirmasens, è collocata una grande statua di Villi Bossi, intitolata Fiume di lacrime sulla Storia, creata durante un simposio nell'anno 1998.

## Collegamenti esterni

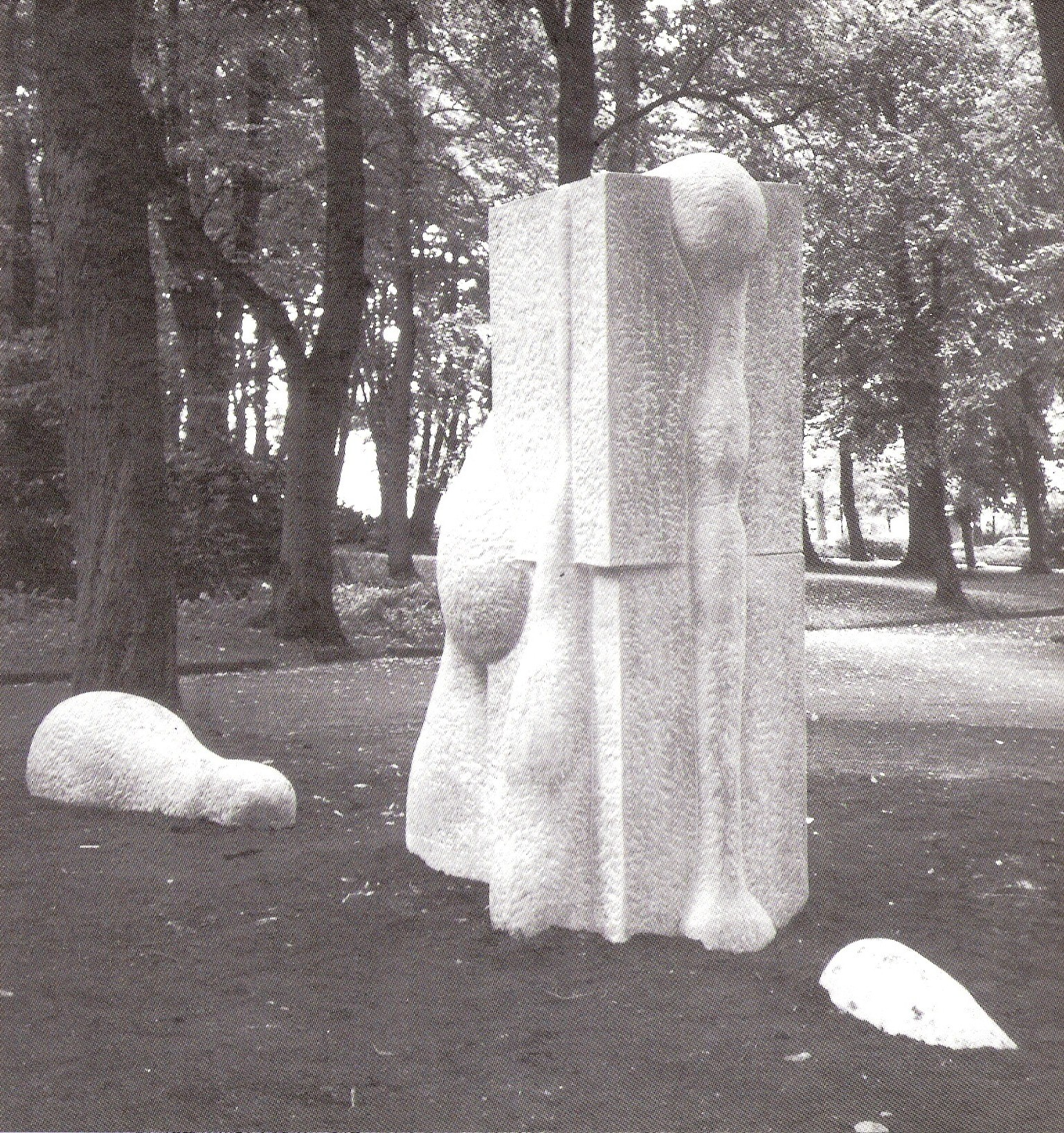
Fiume di lacrime sulla Storia

## Amministrazione

### Gemellaggi
- Poissy, dal 1965

## Galleria d'immagini

Pirmasens
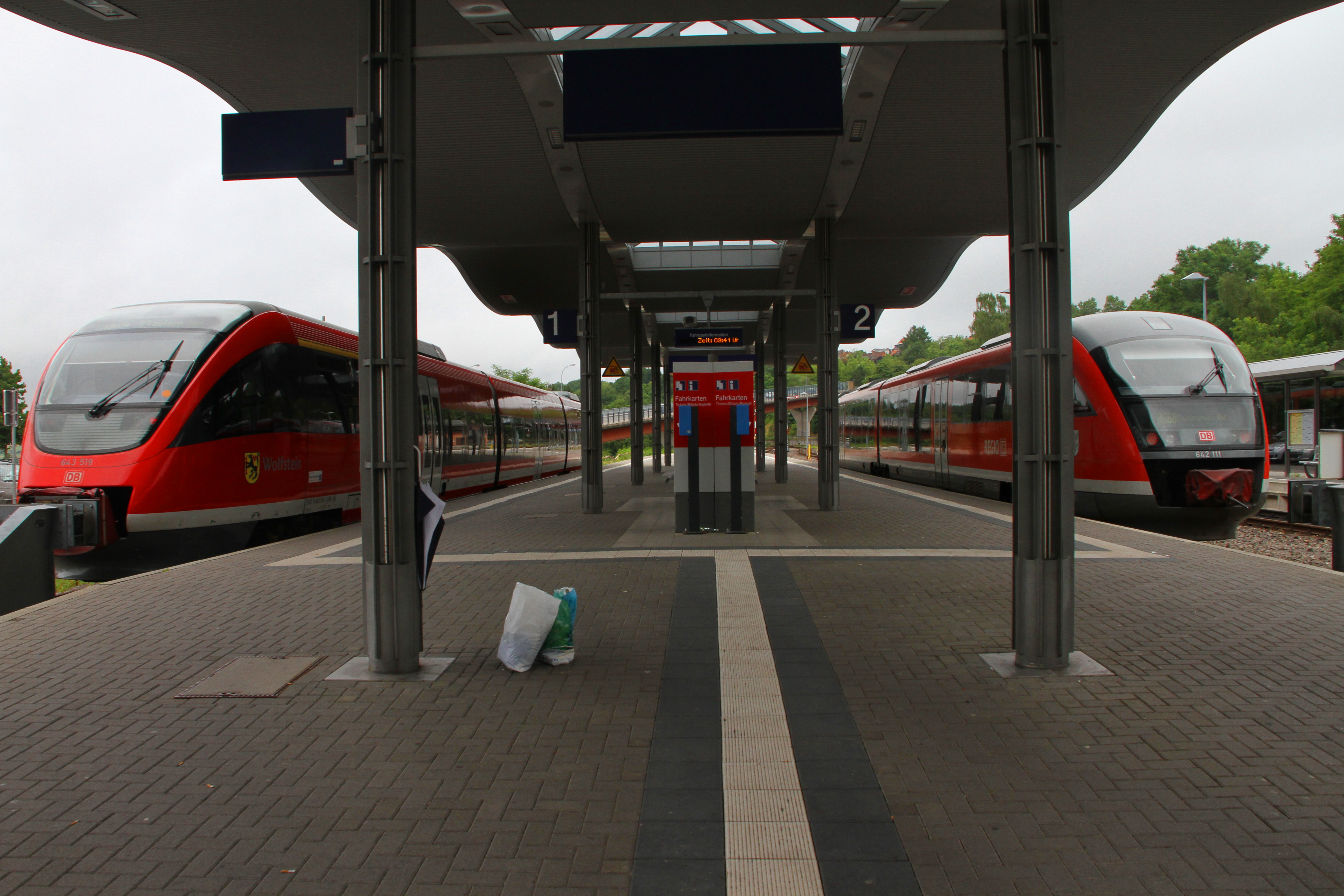
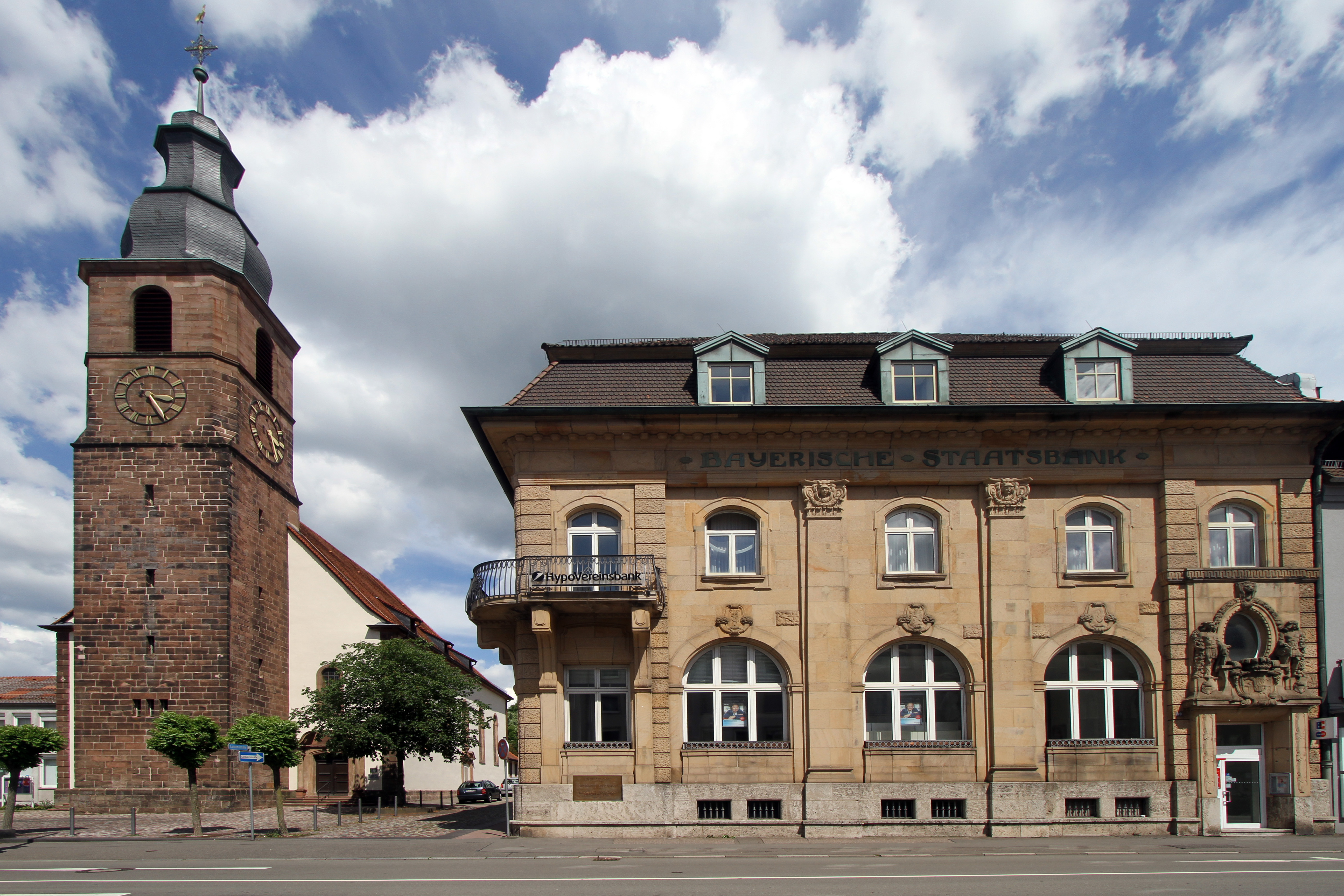
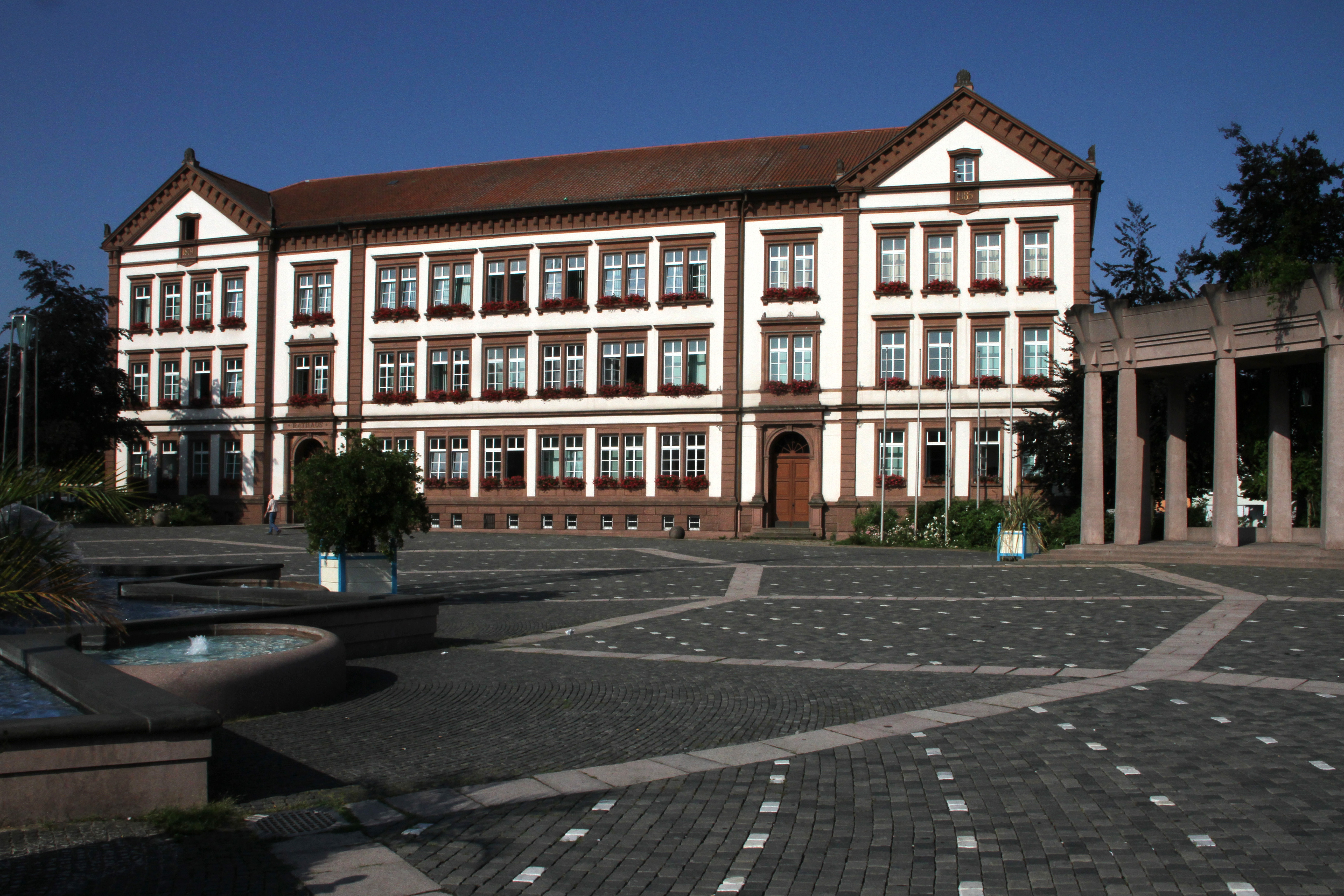
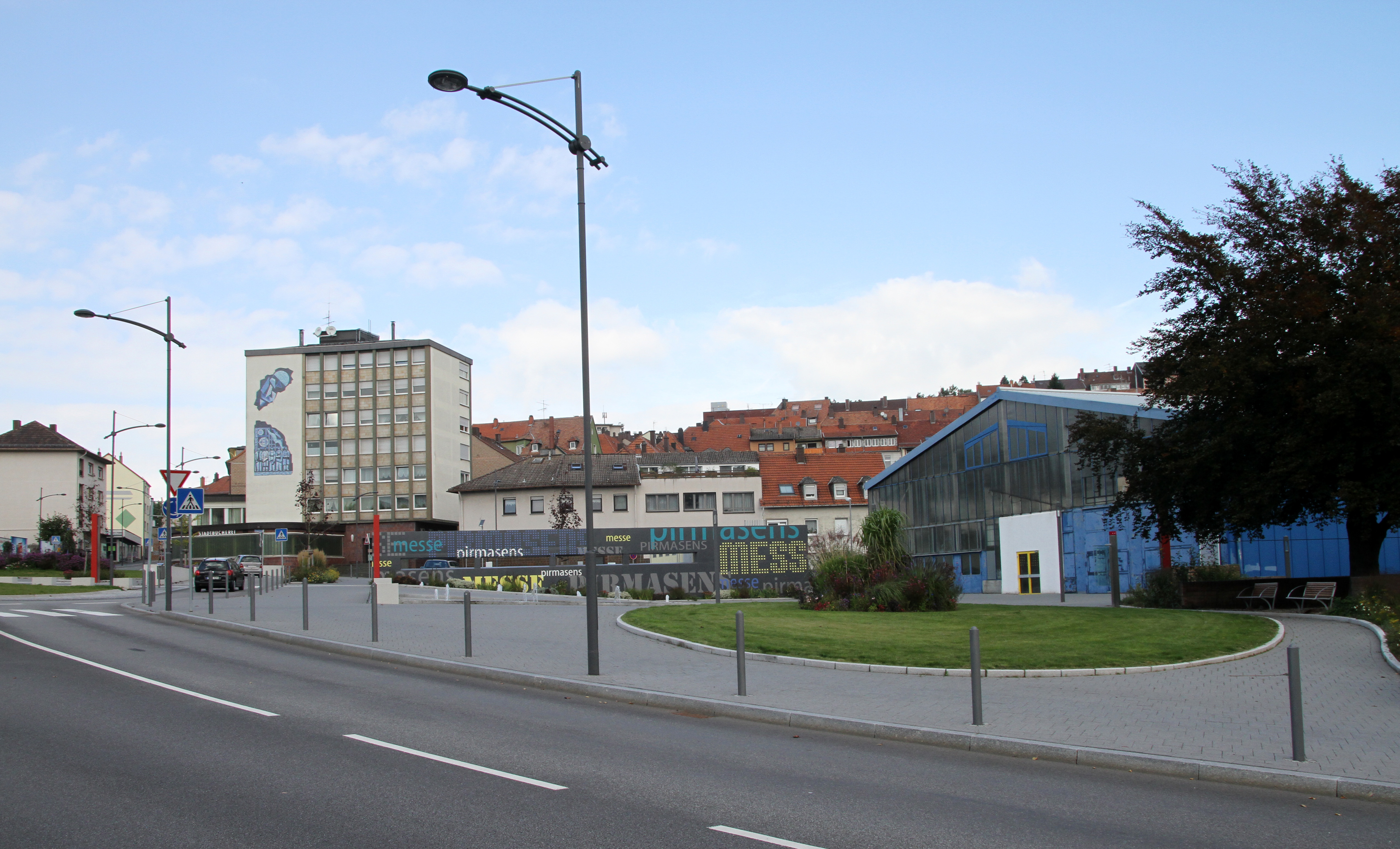
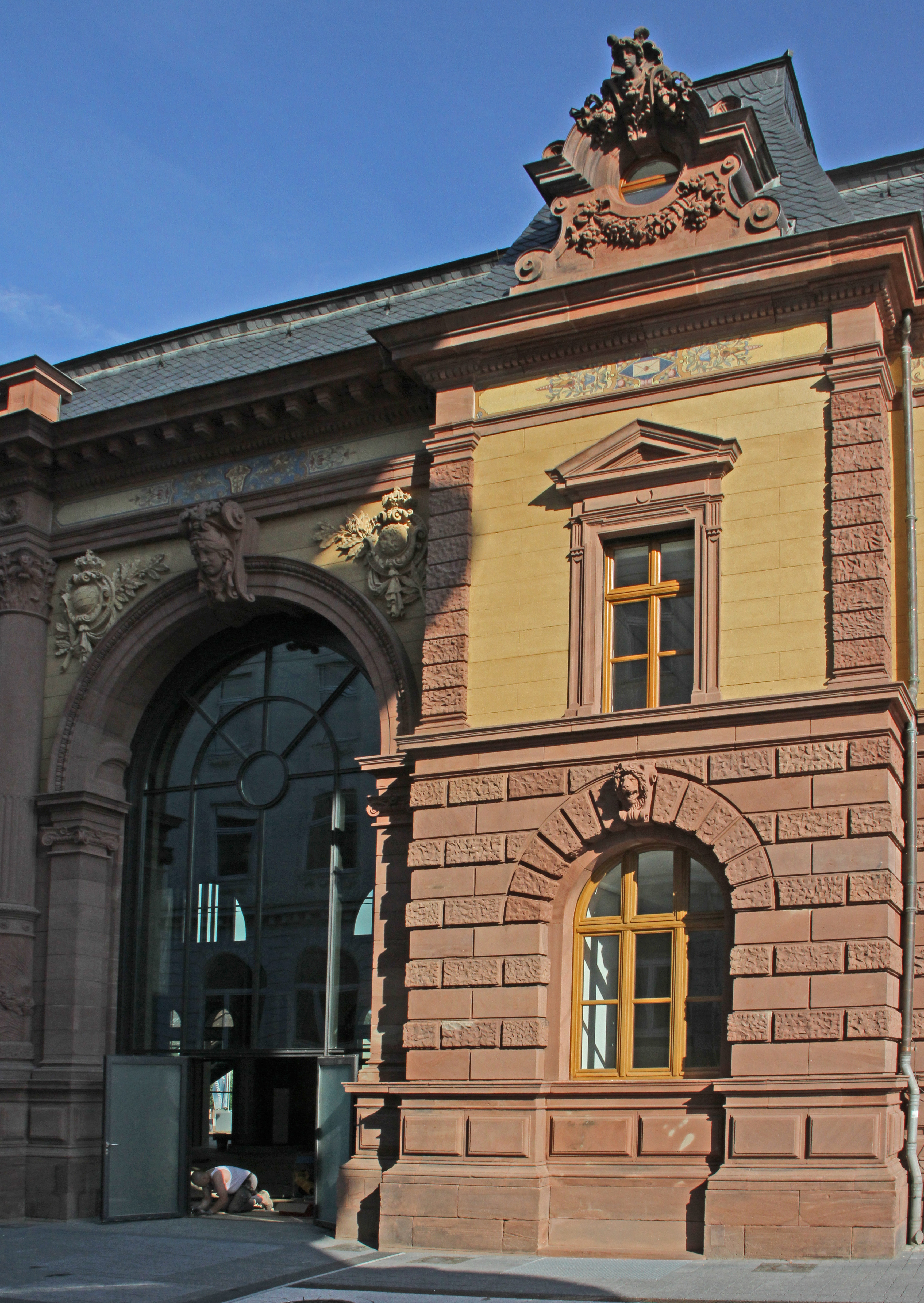
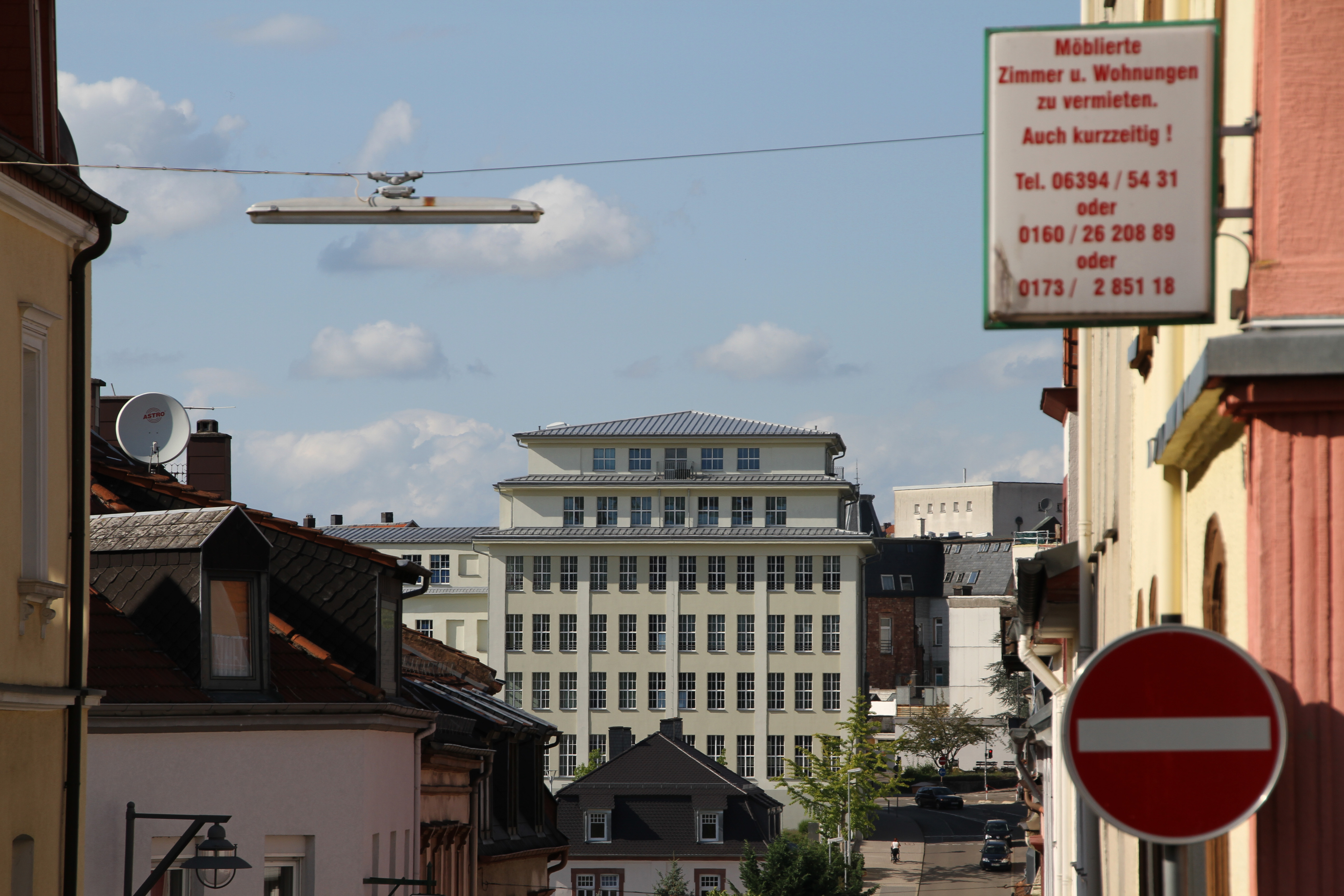
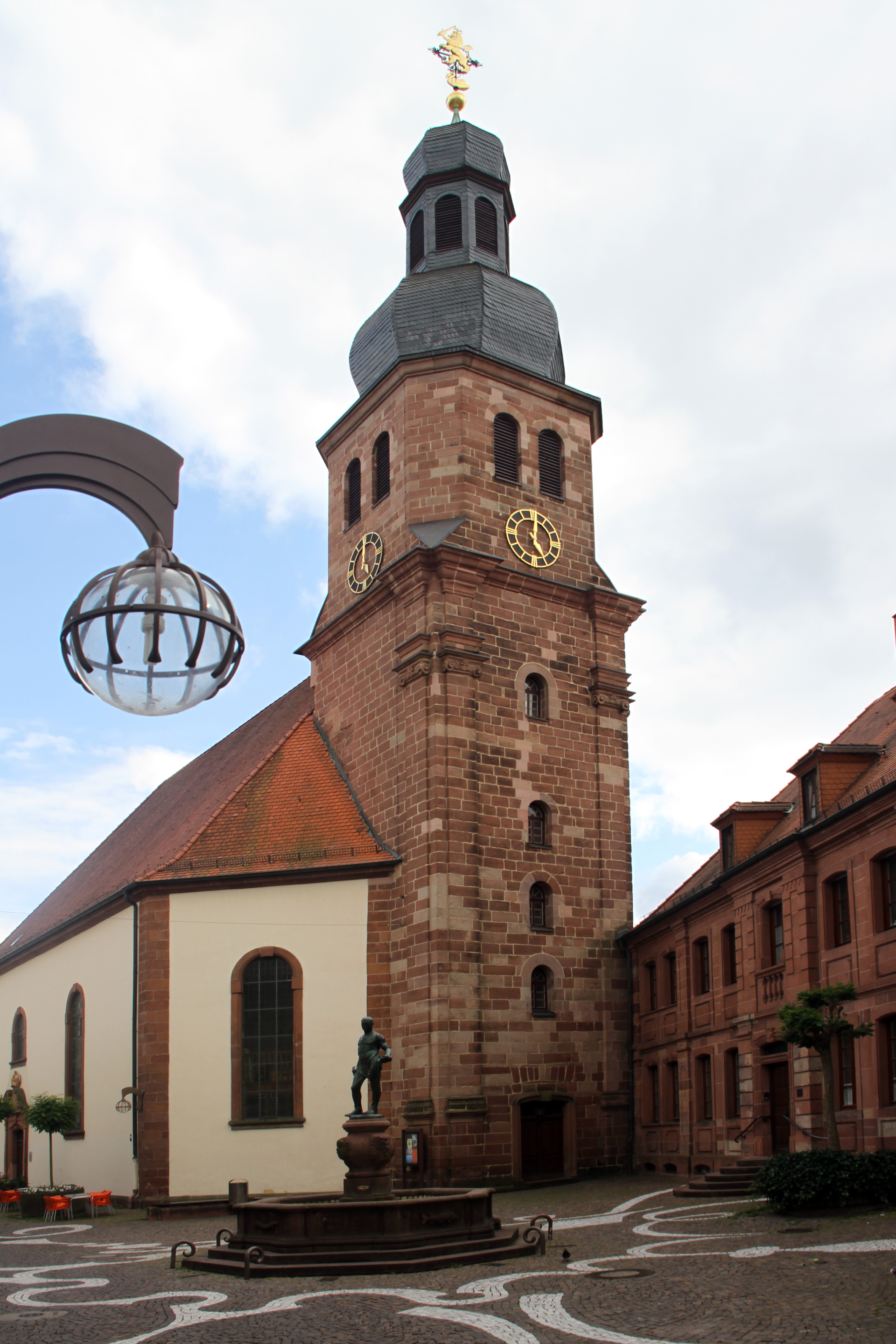
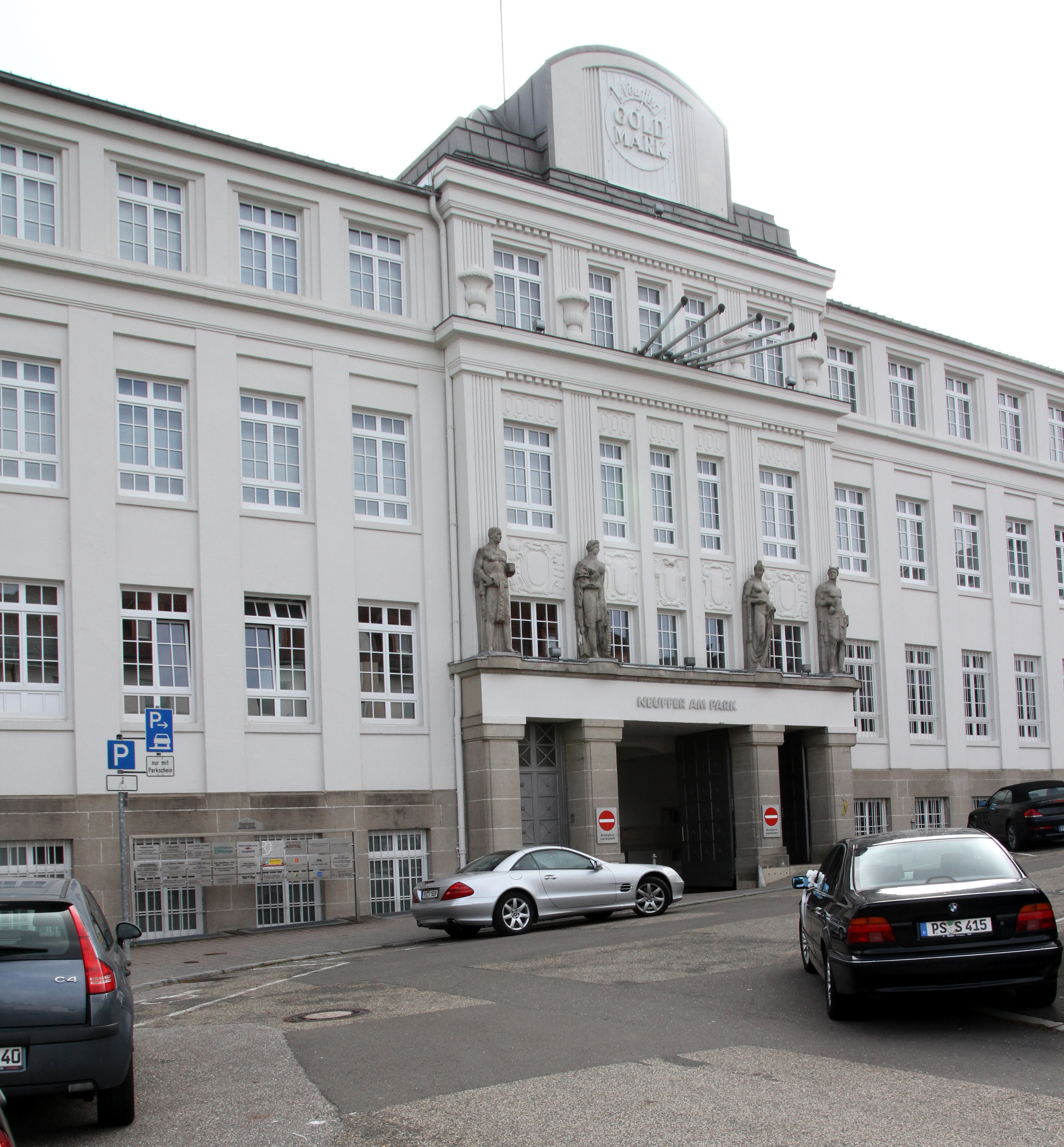
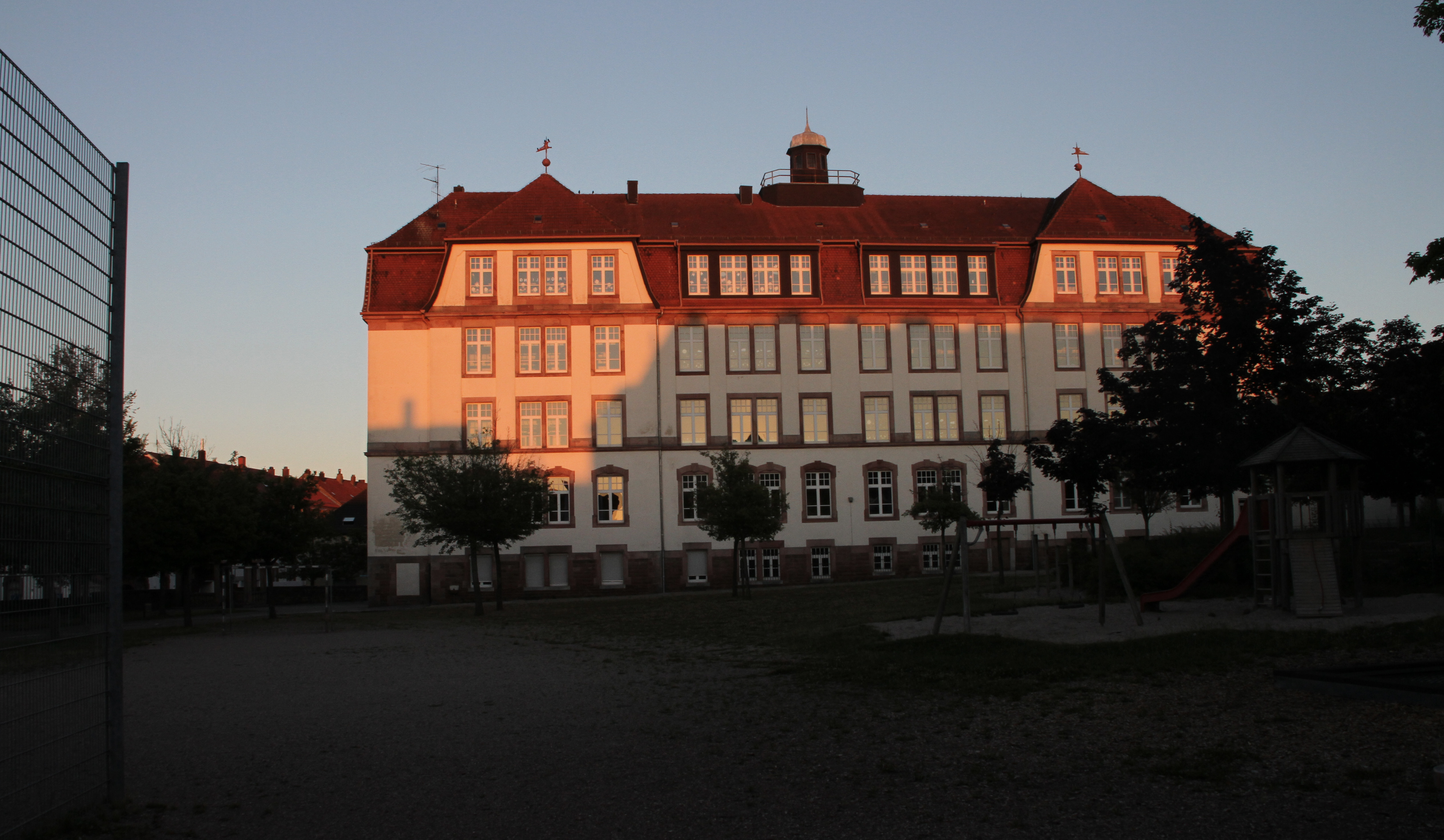
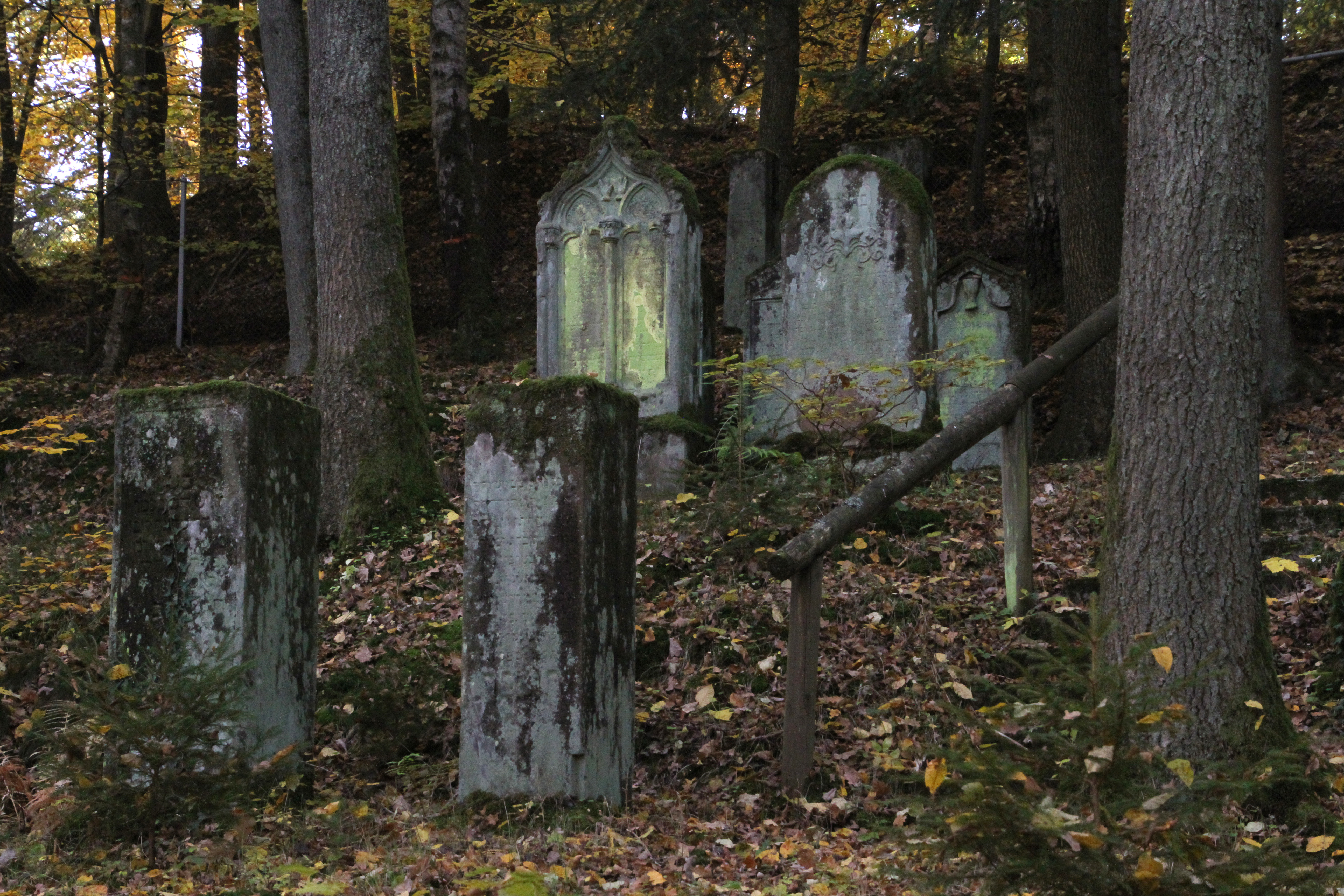